# BrightTALK
BrightTALKは、さまざまな業界にウェビナーのホスティングサービスを提供するテクノロジーメディア企業である。サンフランシスコに本社を置き、ニューヨーク、ロンドン、フェニックス、マンチェスター、デンバーにもオフィスを構えている。 

## 歴史
BrightTALKは、知識産業におけるウェブキャスト技術の開発のために、2002年にPaul HealdとDorian Loganによってロンドンで設立された。  BrightTALKは、予め録画されたプレゼンテーション動画を、スライドと音声を同期してライブ配信する仕組み (ウェビナー) の最初のプラットフォームで、当初はアセットマネジメント業界に焦点を当てていた。
BrightTALKは後に、情報技術や健康などの他の知識産業の業界にも事業を拡大した。また、2004年にConcisive Mediaとして知られるIncisive Mediaとの合弁事業を通じてB2Bメディアに参入した。翌年、元のウェブキャスト技術を再構築したBrightTALK Media Zoneの最初のバージョンがリリースされた。同社はまた、2005年末に買収した新しいビジネスであるe-Symposiumの開発にも資金を提供し、BrightTALK Conferencesに改名した。
BrightTALKは、2006年に米国に最初のオフィスを開設し、セルフサービスツールとして音声をライブ配信するウェブキャスト技術開発を開始した。 2008年9月に開設された新しいウェブサイトでは、企業間取引を行う専門家はウェビナーやビデオストリーミングを視聴することができた。 
2011年9月、BrightTALKは、同社の少数株式と引き換えにNorth Bridge Growth Equityから2,050万ドルの投資を受けた。

## 事業モデル
BrightTALKの最高経営責任者であるPaul Healdは、専門家コミュニティの中での知識共有の有用性についてコメントし、より多くのエンドユーザーがBrightTALKのウェブサイトに参加して知識共有を行うことで、潜在的なネットワーク効果があることを示唆した。 （Quora 、2014年6月24日）